# 豊口克平
豊口 克平（とよぐち かつへい、1905年（明治38年）11月16日 - 1991年（平成3年）7月18日）は、日本のインダストリアルデイナーである。秋田県秋田市出身。

## 経歴・人物
東京高等工芸学校（現在の千葉大学）卒業後、デザイナー活動を初める。当初は森谷延雄に師事していたが、後に急逝したため蔵田周忠に師事した。1928年（昭和3年）に蔵田と共に「形而工房」を結成する。1933年（昭和8年）には商工省（現在の経済産業省）工芸指導所に入省し、主に家具の制作計画や研究に携わった。
第二次世界大戦後は家具のみならず、航空機のインテリアデザインやカメラ、顕微鏡等の精密機械のデザインに携わり、数多く受賞した。特に豊口が開発した椅子は「スポークチェア」と呼ばれ、楕円形の椅子といった斬新な椅子であり、「トヨさんの椅子」と称された。また通産省工業技術院意匠部長や、日本インテリアデザイン協会名誉事、日本インダストリアルデザイン協会名誉理事、工芸財団の理事長等を歴任した。1976年（昭和51年）の退職まで武蔵野美術大学デザイン科主任教授（後に名誉教授）となり、1959年（昭和34年）には自身のデザイン研究所も設立した。

## 受賞歴・栄典
- 内閣総理大臣顕彰（1971年）
- 勲三等瑞宝章（1976年）
- 第1回 通産省デザイン功労賞（1990年）

## 主な作品
- 日本航空 DC-9機 インテリアデザイン（1958年）
- オリンパス光学工業 オリンパスオート35㎜カメラ（1963年）

## 著書
- 『標準家具』
- 『デザイン戦術』
- 『形而工房から～豊口克平とデザインの半世紀』